# Gornja Močila (Chorwacja)
Gornja Močila – wieś w Chorwacji, w żupanii karlowackiej, w gminie Rakovica. W 2011 roku liczyła 4 mieszkańców.